# Channichthyidae
Famille
Les Channichthyidae (poissons des glaces) sont une famille de poissons perciformes trouvés dans les eaux froides autour de l'Antarctique et le sud de l'Amérique du Sud.
Cette famille comporte onze genres et quinze espèces.

## Description

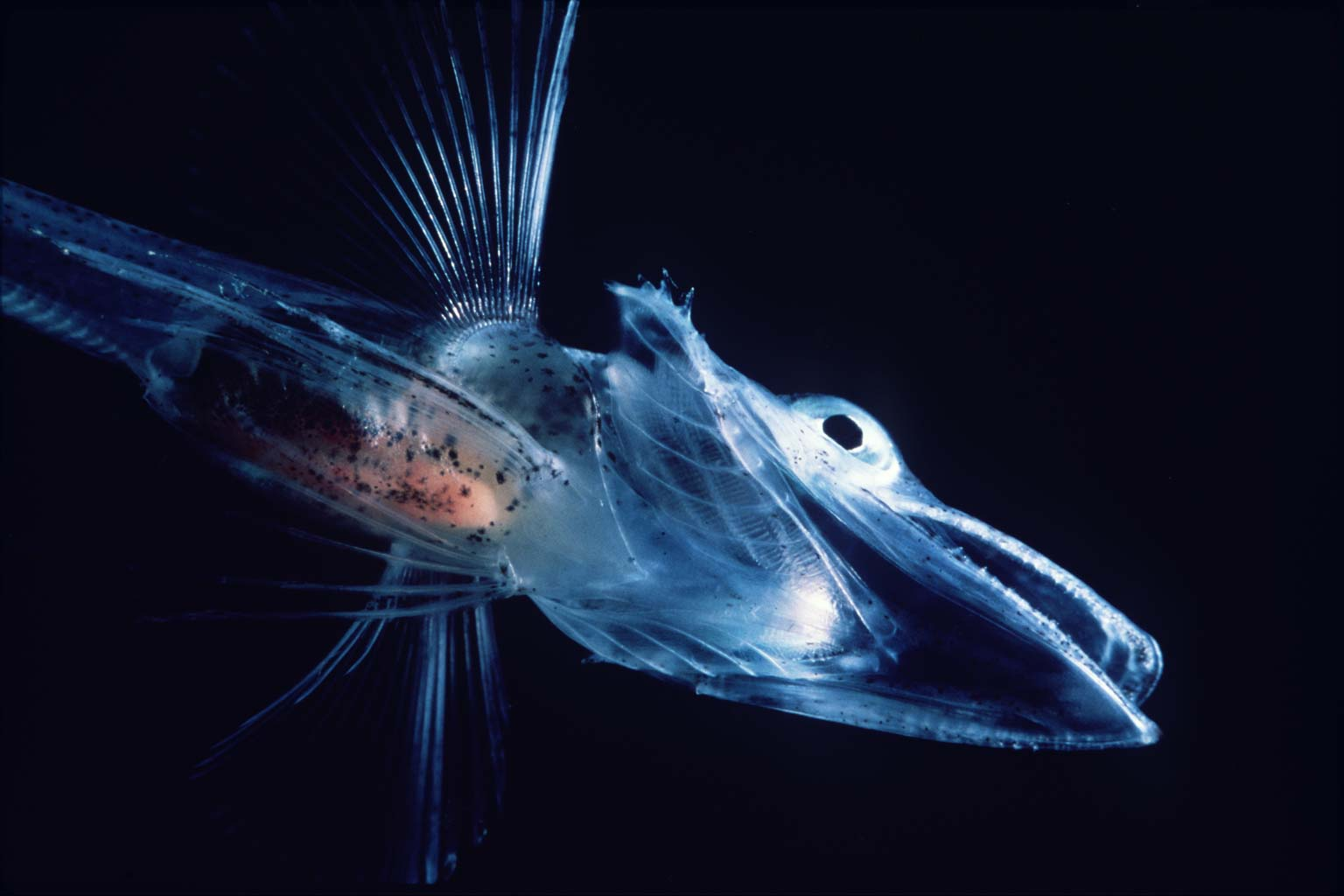
Poisson des glaces de la côte antarctique.

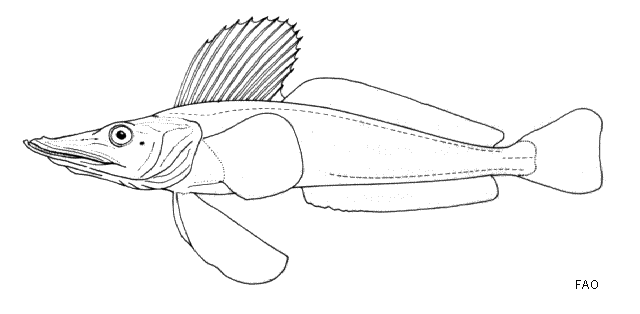
Neopagetopsis ionah.

Leur sang est transparent car il ne contient pas d'hémoglobine ni de globule rouge,,. Le dioxygène, très soluble dans l'eau à basse température, est directement transporté par le plasma à l'état dissous. De même, les muscles ne contiennent pas de myoglobine qui stocke normalement l'oxygène dans cet organe. Le débit sanguin et le volume sanguin de ce type de poissons sont accrus, permettant d'assurer la respiration de l'animal. Ces extraordinaires propriétés sont une adaptation au froid extrême de l'habitat.
Les poissons des glaces se nourrissent de krill, de copépodes et d'autres poissons.
Ils installent des nids de gravier sur le fond marin, espacés les uns des autres, chacun étant surveillé généralement par un mâle. Un nid peut compter 1 700 œufs en moyenne. Une colonie de 60 millions de nids du Poisson des glaces de Jonas (Neopagetopsis ionah (en)) répartis sur 240 km2 a été découverte par des scientifiques de l'Institut Alfred-Wegener en 2021 à 300 m de profondeur en mer de Weddell: c'est la plus grande frayère connue à ce jour,.

## Liste des genres
- Chaenocephalus Regan, 1913.
- Chaenodraco Regan, 1914.
- Champsocephalus Gill, 1862.
- Channichthys Richardson, 1844.
- Chionobathyscus Andriashev and Neyelov, 1978.
- Chionodraco Lönnberg, 1906.
- Cryodraco Dollo, 1900.
- Dacodraco Waite, 1916.
- Neopagetopsis Nybelin, 1947.
- Pagetopsis Regan, 1913.
- Pseudochaenichthys Norman, 1937.